# Rose Friedman

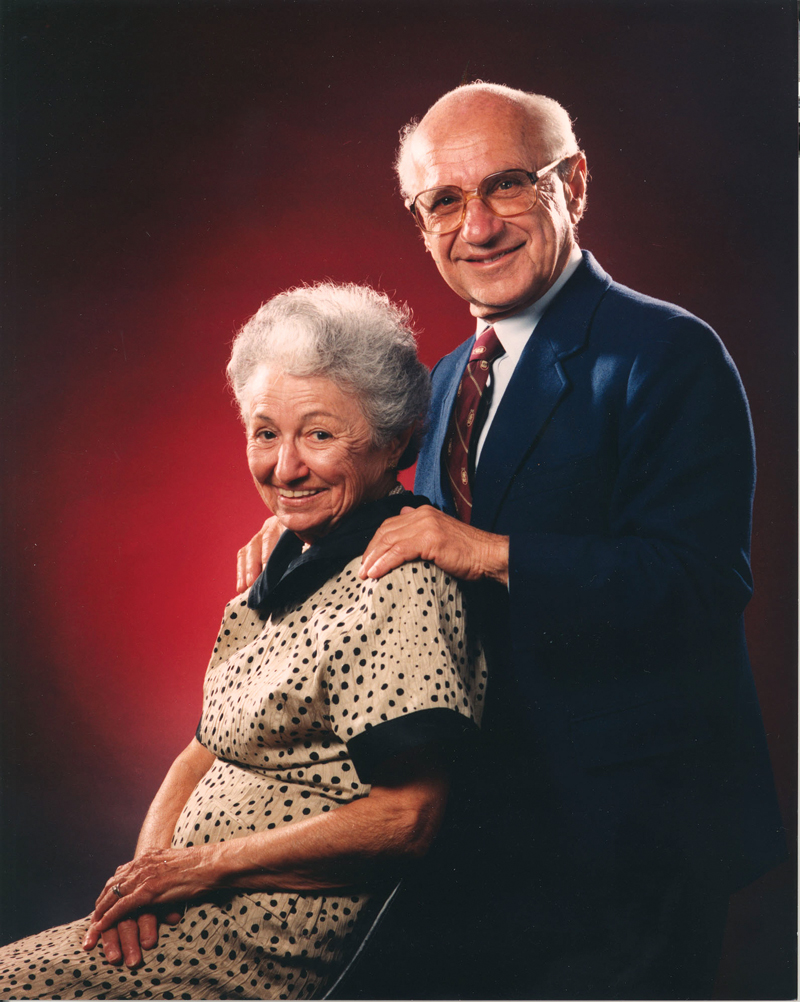
Rose Friedman mit ihrem Ehemann Milton Friedman

Rose Friedman, geb. Director (* Dezember 1910 oder 1911 in Czartorysk, Wolhynien, Russisches Kaiserreich; † 18. August 2009 in Davis, Kalifornien) war eine US-amerikanische Wirtschaftswissenschaftlerin.

## Leben
Als Rose Friedman zwei Jahre alt war, wanderte ihre Familie in die Vereinigten Staaten aus, vor allem, weil sie in Russland unter Antisemitismus litten. Wie ihr Ehemann war sie Ökonomin und verfasste mit ihm Bücher. Sie galt wie Milton als Verfechterin der freien Marktwirtschaft und setzte sich für das Bildungsgutscheinmodell ein. Im Gegensatz zu ihrem Mann votierte sie für den Irakkrieg von 2003. Sie galt auch sonst als Unterstützerin der Republikanischen Partei und erbitterte Gegnerin der Demokraten.
Rose Friedman war seit 1938 mit Milton Friedman (1912–2006) verheiratet und bekam mit ihm zwei Kinder, eine Tochter sowie den heutigen Rechtswissenschaftler David D. Friedman.

## Schriften
- Rose Friedman: Poverty. Definition and perspective. American Enterprise Institute for Public Policy Research, Washington 1965.
- Rose Friedman:  Milton Friedman: waga tomo waga otto. Tōyō Keizai Shinpōsha, Tokyo 1981 (Übersetzung der zwölfteiligen Artikelserie Milton Friedman – Husband and Colleague,
 erschienen in The Oriental Economist, Mai 1976 bis August 1977).
- Milton & Rose Friedman: Free to choose. A personal statement. Harcourt Brace Jovanovich, New York 1980, ISBN 0-15-133481-1.
- Milton & Rose Friedman: Capitalism and freedom. University of Chicago Press, Chicago 1982, ISBN 0-226-26401-7.
- Milton & Rose Friedman: Tyranny of the status quo. Harcourt Brace Jovanovich, San Diego 1984, ISBN 0-15-192379-5.
- Milton & Rose Friedman: Two lucky people. Memoirs. The University of Chicago Press, Chicago 1998, ISBN 0-226-26414-9.